# Программа защиты свидетелей Мэдеи
«Программа защиты свидетелей Мэдеи» (англ. Madea's Witness Protection) — американская комедийная мелодрама 2012 года автора сценария, продюсера и режиссёра Тайлера Перри, который также исполняет главную роль Мэдеи. Картина не основывается на одноимённой постановке, написанной Перри. Помимо Перри, в картине снялись Юджин Леви, Дениз Ричардс, Дорис Робертс и Чарли Шин.
Премьера состоялась 29 июня 2012 года в США.

## Сюжет
Джордж Нидлеман (Юджин Леви), на первый взгляд обычный, но с высоким уровнем дохода финансовый директор одной из инвестиционных компаний Нью-Йорка, с удивлением обнаруживает, что его сотрудники удаляют все документы, а в офисе стоит настоящий хаос. Его босс сообщает, что корпорация была обычной пирамидой, отмывавшей деньги у мафии. Джордж, как главный подозреваемый, должен согласиться на участие в программе защиты свидетелей. Программа перемещает его с семьёй в неприметный негритянский квартал в дом Мэдеи.
Старая бабушка не позволит гостям валять дурака. И хотя она устанавливает свои правила и порядки, не допуская непослушания, она же и оказывается тем человеком, который сквозь призму простоты и смеха сближает эту семью в их непростые времена. Кроме того, Мэдея не прочь слегка повеселиться — теперь она тоже часть программы защиты свидетелей и участвует в крупной операции по разоблачению преступников, устроенной ФБР.

## В ролях
- Тайлер Перри — Мэдея / Джо / Брайан
- Юджин Леви — Джордж Нидлеман
- Дениз Ричардс — Кейт Нидлеман
- Дорис Робертс — Барбара
- Лил Ромео — Джейк
- Том Арнольд — Уолтер
- Джон Эймос — пастор Нельсон
- Марла Гиббс — Хэтти
- Даниэль Кэмпбелл — Синди
- Деван Леос — Хоуи
- Фрэнк Бреннан — Джек Холдберг
- Чарли Шин — камео

## Критика и отзывы
Фильм получил в целом отрицательные отзывы. Rotten Tomatoes отдаёт фильму 21% голосов на основе 33 отзывов. Metacritic содержит рейтинг в 42%, что указывает на "смешанные или средние отзывы"

## Кассовые сборы
Фильм собрал в первый уик-энд свыше $ 25 миллионов, в общей сложности $ 65 653 242 в Северной Америке, превысив свои $ 20 миллионов бюджета. Фильм является вторым самым успешным фильмом Тайлера Перри после «Мэдея в тюрьме» (2009).

## Саундтрек
- «Feel the Brass» — The Amethyst Street Allstars
- «Baroque Adagio» — Jay Weigel
- «Let's Stay Together» — Al Green
- «Church Organ» — Justin Gilbert
- «Ride on King Jesus» — Powerhouse Vocal Network
- «Oh, Pretty Woman» — Рой Орбисон
- «Funky Broadway» — Wilson Pickett
- «Oh Happy Day» — Alfreda Gerald
- «Kidnapped Girl» — The Dailys
- «Runnin On This Track» — Del Rio and DJ Empty
- «Karma Chameleon» — Culture Club
- «Guilty» — Ellis Miah and Lauryn Vyce
- «Respect» — Aretha Franklin
- «Lady Marmalade» — Patti LaBelle

## Награды и номинации
- «BMI Film & TV Awards» (2013) — победа за лучшее музыкальное сопровождение в фильме (композитор Аарон Зигман)
- «Золотая малина» — номинации в категориях «Худшая актриса» (Тайлер Перри в образе Мэдеи), «Худший режиссёр», «Худшая экранная пара», «Худший актёрский ансамбль» и «Худший сиквел, ремейк или плагиат».

## Мировой релиз
На DVD картина была выпущена 23 октября 2012 года.
- США — 29 июня 2012 года
- Канада — 29 июня 2012 года — ограниченный прокат
- Бахрейн — 28 марта 2013 года